# Franciaország az 1972. évi téli olimpiai játékokon
Franciaország a japán Szapporóban megrendezett 1972. évi téli olimpiai játékok egyik részt vevő nemzete volt. Az országot az olimpián 9 sportágban 40 sportoló képviselte, akik összesen 3 érmet szereztek.

## Érmesek
| Érem  | Versenyző         | Sportág     | Versenyszám    |
| ----- | ----------------- | ----------- | -------------- |
| Ezüst | Danièle Debernard | Alpesisí    | Női műlesiklás |
| Bronz | Florence Steurer  | Alpesisí    | Női műlesiklás |
| Bronz | Patrick Péra      | Műkorcsolya | Férfi egyéni   |

## Alpesisí
Férfi
| Versenyző           | Versenyszám      | Selejtező | Selejtező | Döntő         | Döntő         | Döntő    | Döntő    | Döntő      | Döntő      |
| Versenyző           | Versenyszám      | Selejtező | Selejtező | 1. futam      | 1. futam      | 2. futam | 2. futam | Összesítés | Összesítés |
| Versenyző           | Versenyszám      | Idő       | Hely.     | Idő           | Hely.         | Idő      | Hely.    | Idő        | Helyezés   |
| ------------------- | ---------------- | --------- | --------- | ------------- | ------------- | -------- | -------- | ---------- | ---------- |
| Jean-Noël Augert    | Műlesiklás       | kiemelt   | kiemelt   | 55,77         | 2.            | 54,74    | 10.      | 1:50,51    | 5.         |
| Jean-Noël Augert    | Óriás-műlesiklás |           |           | 1:33,61       | 12.           | 1:38,23  | 6.       | 3:11,84    | 5.         |
| Bernard Charvin     | Lesiklás         |           |           |               |               |          |          | 1:55,33    | 21.        |
| Henri Duvillard     | Lesiklás         |           |           |               |               |          |          | 1:55,13    | 19.        |
| Henri Duvillard     | Műlesiklás       | kiemelt   | kiemelt   | 55,92         | 3.            | 54,53    | 6.       | 1:50,45    | 4.         |
| Henri Duvillard     | Óriás-műlesiklás |           |           | nem ért célba | nem ért célba | kiesett  | kiesett  | kiesett    | kiesett    |
| Bernard Orcel       | Lesiklás         |           |           |               |               |          |          | 1:54,81    | 16.        |
| Alain Penz          | Műlesiklás       | kiemelt   | kiemelt   | 56,72         | 9.            | kizárták | kizárták | kiesett    | kiesett    |
| Alain Penz          | Óriás-műlesiklás |           |           | 1:33,36       | 9.            | 1:39,06  | 9.       | 3:12,42    | 9.*        |
| Roger Rossat-Mignod | Lesiklás         |           |           |               |               |          |          | 1:54,72    | 15.        |
| Roger Rossat-Mignod | Óriás-műlesiklás |           |           | 1:33,28       | 8.            | kizárták | kizárták | kiesett    | kiesett    |

Női
| Versenyző         | Versenyszám      | 1. futam | 1. futam | 2. futam | 2. futam | Összesítés | Összesítés |
| Versenyző         | Versenyszám      | Idő      | Hely.    | Idő      | Hely.    | Idő        | Helyezés   |
| ----------------- | ---------------- | -------- | -------- | -------- | -------- | ---------- | ---------- |
| Danièle Debernard | Műlesiklás       | 46,08    | 2.       | 45,18    | 1.       | 1:31,26    |            |
| Annie Famose      | Lesiklás         |          |          |          |          | 1:39,70    | 8.         |
| Michèle Jacot     | Lesiklás         |          |          |          |          | 1:40,73    | 15.*       |
| Michèle Jacot     | Műlesiklás       | kizárták | kizárták | kiesett  | kiesett  | kiesett    | kiesett    |
| Michèle Jacot     | Óriás-műlesiklás |          |          |          |          | 1:33,61    | 16.        |
| Britt Lafforgue   | Műlesiklás       | 46,23    | 3.       | kizárták | kizárták | kiesett    | kiesett    |
| Britt Lafforgue   | Óriás-műlesiklás |          |          |          |          | 1:32,80    | 8.         |
| Isabelle Mir      | Lesiklás         |          |          |          |          | 1:38,62    | 4.         |
| Isabelle Mir      | Óriás-műlesiklás |          |          |          |          | 1:35,30    | 21.        |
| Florence Steurer  | Lesiklás         |          |          |          |          | 1:41,36    | 23.*       |
| Florence Steurer  | Műlesiklás       | 46,57    | 4.       | 46,12    | 3.       | 1:32,69    |            |
| Florence Steurer  | Óriás-műlesiklás |          |          |          |          | 1:32,59    | 6.         |

* - egy másik versenyzővel azonos eredményt ért el

## Biatlon
| Versenyző                                                | Versenyszám      | Lövőhiba      | Időeredmény   | Helyezés      |
| -------------------------------------------------------- | ---------------- | ------------- | ------------- | ------------- |
| René Arpin                                               | 20 km egyéni     | 8             | 1:27:52,64    | 37.           |
| Paul Chassagne                                           | 20 km egyéni     | nem ért célba | nem ért célba | nem ért célba |
| Daniel Claudon                                           | 20 km egyéni     | 1             | 1:19:14,67    | 10.           |
| Aimé Gruet-Masson                                        | 20 km egyéni     | 15            | 1:33:44,41    | 51.           |
| René Arpin Noël Turrell Daniel Claudon Aimé Gruet-Masson | 4 × 7,5 km váltó | 4             | 2:03:08,90    | 13.           |

## Bob
| Versenyző                                          | Versenyszám | 1. futam | 1. futam | 2. futam | 2. futam | 3. futam | 3. futam | 4. futam | 4. futam | Összesítés | Összesítés |
| Versenyző                                          | Versenyszám | Idő      | Hely.    | Idő      | Hely.    | Idő      | Hely.    | Idő      | Hely.    | Idő        | Helyezés   |
| -------------------------------------------------- | ----------- | -------- | -------- | -------- | -------- | -------- | -------- | -------- | -------- | ---------- | ---------- |
| Pierre Parisot Alain Roy                           | Kettes      | 1:16,66  | 8.       | 1:17,17  | 14.      | 1:14,53  | 10.      | 1:15,10  | 12.      | 5:03,46    | 9.         |
| Gérard Christaud-Pipola Jacques Christaud-Pipola   | Kettes      | 1:17,08  | 11.      | 1:17,25  | 17.      | 1:14,81  | 12.      | 1:15,05  | 11.      | 5:04,19    | 11.        |
| Pierre Parisot Yves Bonsang Alain Roy Gilles Morda | Négyes      | 1:11,79  | 9.       | 1:12,18  | 6.       | 1:11,27  | 11.      | 1:11,51  | 11.      | 4:46,75    | 9.         |

## Északi összetett
| Versenyző        | Síugrás | Síugrás | Sífutás | Sífutás | Sífutás | Összesítés | Összesítés |
| Versenyző        | Pont    | Hely.   | Idő     | Pont    | Hely.   | Pont       | Helyezés   |
| ---------------- | ------- | ------- | ------- | ------- | ------- | ---------- | ---------- |
| Jacques Gaillard | 155,4   | 29.     | 53:59,5 | 169,810 | 35.*    | 325,210    | 35.        |

* - egy másik versenyzővel azonos eredményt ért el

## Gyorskorcsolya
Férfi
| Versenyző      | Versenyszám | Eredmény | Helyezés |
| -------------- | ----------- | -------- | -------- |
| Richard Tourne | 500 m       | 43,06    | 33.      |
| Richard Tourne | 1500 m      | 2:16,37  | 33.      |
| Richard Tourne | 5000 m      | 8:11,52  | 24.      |
| Richard Tourne | 10 000 m    | 16:48,70 | 22.      |

## Műkorcsolya
| Versenyző                | Versenyszám  | Kötelező elemek   | Kötelező elemek | Kűr               | Kűr   | Összesítés                     | Összesítés                     | Összesítés                     | Összesítés                     | Összesítés                     | Összesítés                     | Összesítés                     | Összesítés                     | Összesítés                     | Összesítés        | Összesítés        | Összesítés  | Összesítés | Összesítés |
| Versenyző                | Versenyszám  | Kötelező elemek   | Kötelező elemek | Kűr               | Kűr   | Helyezési pontszámok bírónként | Helyezési pontszámok bírónként | Helyezési pontszámok bírónként | Helyezési pontszámok bírónként | Helyezési pontszámok bírónként | Helyezési pontszámok bírónként | Helyezési pontszámok bírónként | Helyezési pontszámok bírónként | Helyezési pontszámok bírónként | Több. hely. száma | Több. hely. össz. | Hely. össz. | Pont       | Helyezés   |
| Versenyző                | Versenyszám  | Több. hely. száma | Hely.           | Több. hely. száma | Hely. | 1                              | 2                              | 3                              | 4                              | 5                              | 6                              | 7                              | 8                              | 9                              | Több. hely. száma | Több. hely. össz. | Hely. össz. | Pont       | Helyezés   |
| ------------------------ | ------------ | ----------------- | --------------- | ----------------- | ----- | ------------------------------ | ------------------------------ | ------------------------------ | ------------------------------ | ------------------------------ | ------------------------------ | ------------------------------ | ------------------------------ | ------------------------------ | ----------------- | ----------------- | ----------- | ---------- | ---------- |
| Patrick Péra             | Férfi egyéni | 7×2+              | 2.              | 5×8+              | 8.    | 2,0                            | 3,0                            | 2,0                            | 3,0                            | 3,0                            | 3,0                            | 3,0                            | 6,0                            | 3,0                            | 8×3+              | 22,0              | 28,0        | 2653,1     |            |
| Didier Gailhaguet        | Férfi egyéni | 5×11+             | 11.             | 7×13+             | 13.   | 13,0                           | 13,0                           | 14,0                           | 13,0                           | 11,0                           | 13,0                           | 11,0                           | 13,0                           | 13,0                           | 8×13+             | 100,0             | 114,0       | 2440,9     | 13.        |
| Jacques Mrozek           | Férfi egyéni | 5×13+             | 13.             | 8×14+             | 14.   | 14,0                           | 14,0                           | 13,0                           | 14,0                           | 14,0                           | 14,0                           | 14,0                           | 15,0                           | 14,0                           | 8×14+             | 111,0             | 126,0       | 2401,3     | 14.        |
| Florence Cahn Jean Racle | Páros        | 7×13+             | 13.             | 7×13+             | 12.   | 13,0                           | 14,0                           | 13,0                           | 13,0                           | 13,0                           | 12,0                           | 14,0                           | 12,0                           | 12,0                           | 7×13+             | 88,0              | 116,0       | 364,5      | 13.        |

## Sífutás
Férfi
| Versenyző                                                  | Versenyszám     | Eredmény      | Helyezés      |
| ---------------------------------------------------------- | --------------- | ------------- | ------------- |
| Daniel Cerisey                                             | 15 km           | 50:05,88      | 46.           |
| Daniel Cerisey                                             | 30 km           | 1:47:03,01    | 45.           |
| Gilbert Faure                                              | 30 km           | 1:48:12,19    | 49.           |
| Gérard Granclement                                         | 15 km           | 50:07,11      | 48.           |
| Roland Jeannerod                                           | 15 km           | 48:32,42      | 31.           |
| Roland Jeannerod                                           | 30 km           | nem ért célba | nem ért célba |
| Jean Jobez                                                 | 50 km           | nem ért célba | nem ért célba |
| Jean-Paul Vandel                                           | 15 km           | 49:22,89      | 39.           |
| Jean-Paul Vandel                                           | 30 km           | 1:42:45,88    | 25.           |
| Jean-Paul Vandel Roland Jeannerod Gilbert Faure Jean Jobez | 4 × 10 km váltó | 2:14:35,98    | 11.           |

## Síugrás
| Versenyző        | Versenyszám | 1. ugrás | 1. ugrás | 1. ugrás | 2. ugrás | 2. ugrás | 2. ugrás | Összesítés | Összesítés |
| Versenyző        | Versenyszám | Távolság | Pont     | Hely.    | Távolság | Pont     | Hely.    | Pont       | Helyezés   |
| ---------------- | ----------- | -------- | -------- | -------- | -------- | -------- | -------- | ---------- | ---------- |
| Jacques Gaillard | Nagysánc    | 72,0     | 60,8     | 51.      | 73,5     | 61,9     | 50.      | 122,7      | 51.        |
| Alain Macle      | Normálsánc  | 67,5     | 87,2     | 54.      | 62,5     | 78,7     | 53.      | 165,9      | 53.        |
| Alain Macle      | Nagysánc    | 76,0     | 65,9     | 50.      | 71,0     | 56,9     | 51.      | 122,8      | 50.        |
| Gilbert Poirot   | Normálsánc  | 69,5     | 93,4     | 45.      | 71,0     | 95,3     | 35.*     | 188,7      | 43.        |
| Yvan Richard     | Normálsánc  | 68,0     | 88,0     | 52.      | 63,5     | 76,3     | 54.      | 164,3      | 54.        |
| Yvan Richard     | Nagysánc    | 77,0     | 68,8     | 48.      | 78,5     | 73,4     | 45.      | 142,2      | 49.        |

* - egy másik versenyzővel azonos eredményt ért el

## Szánkó
| Versenyző       | Versenyszám | 1. futam | 1. futam | 2. futam | 2. futam | 3. futam | 3. futam | 4. futam | 4. futam | Összesítés | Összesítés |
| Versenyző       | Versenyszám | Idő      | Hely.    | Idő      | Hely.    | Idő      | Hely.    | Idő      | Hely.    | Idő        | Helyezés   |
| --------------- | ----------- | -------- | -------- | -------- | -------- | -------- | -------- | -------- | -------- | ---------- | ---------- |
| Pierre Larchier | Férfi egyes | 55,86    | 37.      | 56,28    | 42.      | 54,68    | 37.      | 54,94    | 37.      | 3:41,76    | 36.        |